# Шнала за кравату
Шнала за кравату је модни додатак који се користи да би се кравата држала уз кошуљу испод ње чиме се спречава њихање кравате што резултује озбиљним и униформисаним изгледом.
Према правилима облачења шнала за кравату треба да буде у висини између трећег и четвртог дугмета на кошуљи рачунајући од крагне и треба да буде краћа од ширине кравате. Шнала треба да пролази не само кроз кравату, већ и кроз кошуљу како би се оне држале заједно.
Најчешће се израђују од метала. Користе се племенити метали као што су злато, сребро и платина, са додацима дијаманата или драгог камења, али и обична бижутерија. На шналама се често налази знак или амблем организације или друштва коме носилац припада. Често су дио свечаних униформи полицијских и војних официра.
Шнале за кравату су се у већој мјери почеле користити двадесетих година 20. вијека када су замјениле игле за кравату које су обављале исту функцију.